# Waldgeist (Pferd)

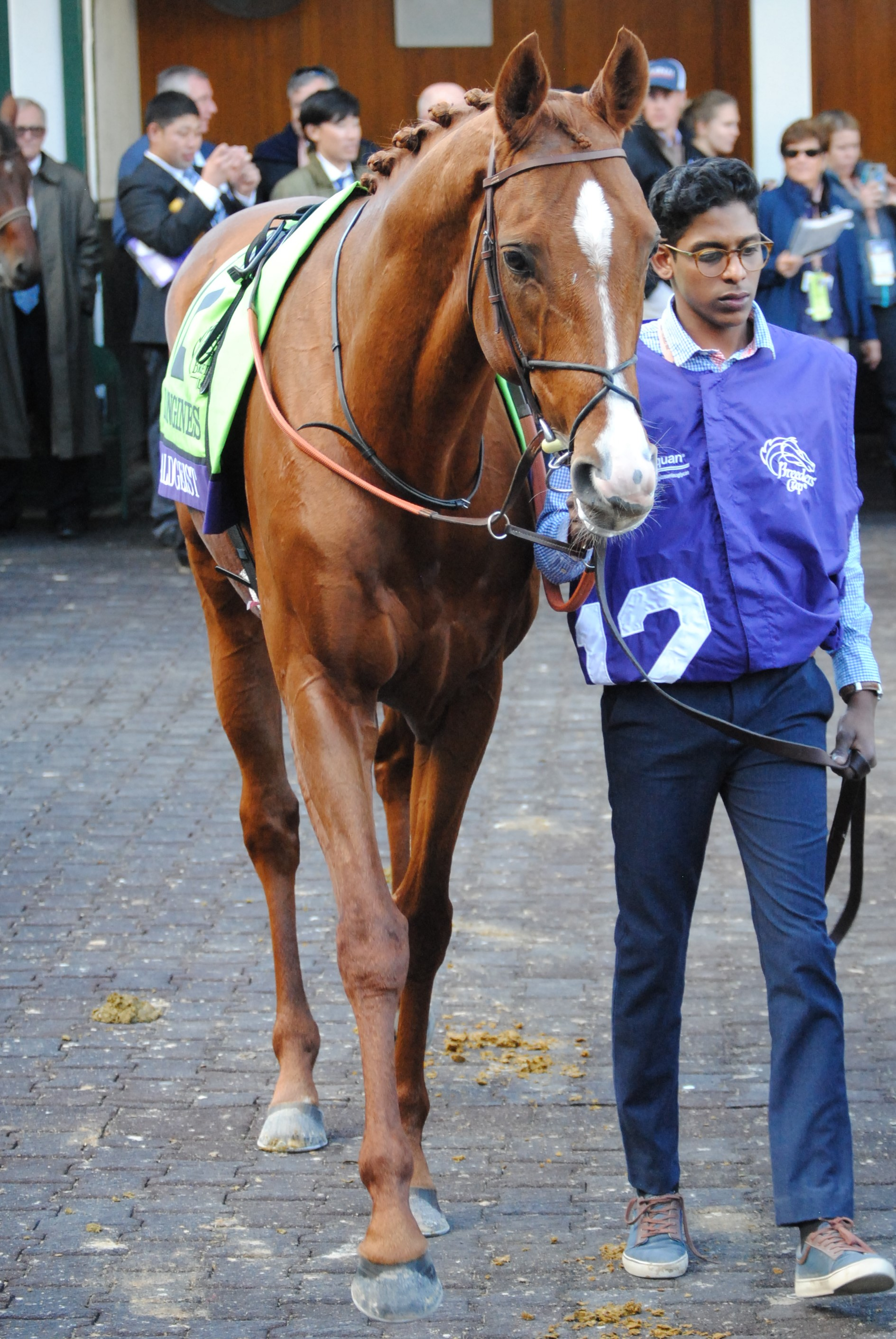
Waldgeist (2018)

Waldgeist (* 17. Februar 2014) ist ein Galopprennpferd, das 2019 den Prix de l’Arc de Triomphe gewann. Der Fuchshengst wurde von The Waldlerche Partnership in Großbritannien gezogen. Sein Vater ist Galileo, seine Mutter Waldlerche von Monsun. Waldgeist ist einer der erfolgreichsten Englischen Vollblüter aus der berühmten W-Linie aus deutscher Zucht. Waldgeists Urgroßmutter ist Wurftaube aus dem Gestüt Ravensberg. Waldgeist wurde von André Fabre trainiert. 2019 führte er die Weltrangliste für Rennpferde an.
Waldgeist ist seit 2020 als Deckhengst aufgestellt.